# 鈴木弘尚
鈴木 弘尚（すずき ひろなお、Hironao Suzuki、Хиронао Сузуки、1978年9月8日 - ）は、埼玉県所沢市生まれ、日本のクラシック音楽のピアニスト。
ヤマハマスタークラスにて8年間ヴェラ・ゴルノスタエヴァモスクワ音楽院教授の指導を受け、日本では数少ないロシア・ネイガウス流派ピアニズムの継承者。イモラ国際ピアノアカデミー卒。現在名古屋音楽大学客員教授および昭和音楽大学、同大附属ピアノアートアカデミーの准教授、愛知県立明和高等学校音楽科講師。
クララ・ハスキル国際コンクール、ブゾーニ国際ピアノコンクール、チャイコフスキー国際コンクール、ロベルト・シューマン国際コンクール、浜松国際ピアノコンクールで入賞。
国内外で数々の演奏活動を行う傍ら、現在は後進の指導を主とし、門下からは著名なコンクールの優勝・入賞者を多数輩出。トカチェフスキ（ポーランド）、セザール・フランク（ベルギー）国際コンクール審査員。ドリアードピアノアカデミー招聘教授。国内各地にてマスタークラス教授として招聘され、また公開レッスンや公開セミナーシリーズを多数開催。
作曲家、編曲家、ピアニストの鈴木ヤスヨシは実弟。

## 経歴
これまでにヴェラ・ゴルノスタエヴァ、ピャトラス・ゲヌーシャス、江口文子、河内純、國谷尊之、浦壁信二、フランコ・スカラ、ピエロ・ラッタリーノ、ジェラール・フレミー、リッカルド・リサリティ、ボリス・ペトルシャンスキー、アレクセイ・ナセトキンの各氏に師事。2005年にはウラディーミル・アシュケナージのマスタークラスを受講している。大阪交響楽団、ボルツァーノ・トレント・ハイドン管弦楽団、東京交響楽団、読売日本交響楽団、群馬交響楽団の各オーケストラと共演した。

### 学歴
- 1981年、ヤマハ音楽教室に入会[1]。
- 1990年、ヤマハマスタークラスに在籍。上原彩子とは同クラスで同期[1]。
- 1997年、第2回浜松国際ピアノアカデミー修了生。
- 1997年、イタリアのイモラ国際ピアノアカデミーに留学。
- 2000年、第5回浜松国際ピアノアカデミー修了生。
- 2002年、第7回浜松国際ピアノアカデミー修了生。
- 2002年、文化庁派遣芸術家在外研修員[3]。
- 2007年、イモラ国際ピアノアカデミーを修了、併せてマスター・ディプロマを獲得[1]。

### 受賞歴
- 1993年、日本ピアノ教育連盟（JPTA）主催、第9回ピアノオーディションB部門入賞[5]。
- 1995年、第6回日本国際音楽コンクールピアノ部門奨励賞。
- 1998年、第14回園田高弘賞ピアノコンクール優勝。メシアン賞と富士通賞も併せて受賞。
- 1999年、クララ・ハスキル国際ピアノコンクールセミファイナリスト特別賞(ファイナルのオープニングコンサートにて演奏)[6]。
- 2000年、第5回浜松国際ピアノアカデミーコンクール第3位。
- 2000年、第52回ブゾーニ国際ピアノコンクール第6位。
- 2001年、第6回コンセール・マロニエ21にて優秀賞[5]。
- 2002年、第12回チャイコフスキー国際コンクールピアノ部門セミファイナリスト特別賞。（ロシアの日刊紙ニェザヴィーシマヤ・ガゼータの記者Варвара Туроваは、「ウラジミール・クライネフによる冷たいシャワー（ロシア語: Холодный душ Владимира Крайнева）」というタイトル記事の中で、（弦楽部門の審査員と比較して）ピアノ部門の審査員は、決勝に進出できなかった参加者（鈴木弘尚以外）に特別賞を1つも授与しない厳しい決定をしたと述べている。皮肉った表現でその理由を「プロコフィエフ」のあまり正当化されていない「最高のパフォーマンスに起因する」- 但し鈴木弘尚を除く、との筆者見解を述べており価値ある特別賞受賞であることを報じている[7]。)
- 2003年、第5回浜松国際ピアノコンクール第5位[8][3]。
- 2004年、ロベルト・シューマン国際音楽コンクール（英語版）ファイナリスト[9][10][11]。

### 指導および審査員歴
- 2008年、東京音楽大学専任講師、ヤマハマスタークラス特別コース講師就任[12]（両講師共現在は退任[13]）。
- 2015年、名古屋音楽大学客員准教授就任[3]。
- 2017年、ドリアードピアノアカデミー招聘教授。
- 2018年、ドリアードピアノアカデミー招聘教授。
- 2018年、全日本ピアノ指導者協会(PTNA[注釈 2])主催「徹底研究シリーズ」マスタークラス講師。
- 2018年、第3回トカチェフスキ国際コンクール審査員ならびにタルヌフ国際マスタークラス・フェスティバル招聘教授(ポーランド)。
- 2019年、第1回ラフマニノフ国際ピアノコンクール IN JAPAN審査員[14]。
- 2019年、第9回エリーゼ音楽祭全国大会審査員[15]。
- 2019年、洗足学園音楽大学大学院特別レッスン講師[16]。
- 2019年、セザール・フランク国際コンクール審査員[17]。
- 2020年、第4回大人の為のブルーメンシュタインピアノコンクール全国大会審査員。
- 2020年、第5回トカチェフスキ国際コンクール審査員。
- 2020年、第2回ラフマニノフ国際ピアノコンクール IN JAPAN審査員[18]。
- 2020年、第3回ギャラクシティ音楽コンクール審査員[19]。
- 2021年、「コンクール強化特待クラス」給費奨学生オーディション審査員および専任講師[20]。
- 2021年、ピアノレッスンアーカイブスという学生からピアニスト、指導者、ピアノ愛好家に向けた動画配信サイトを構築し、メイン指導者の1人として年間100本以上に及ぶハイレベルなレッスン動画の企画作成、および配信を開始した[21]。
- 2021年、第3回ラフマニノフ国際ピアノコンクール IN JAPAN本選審査員[22]。
- 2021年10月から2022年4月、～大人の為の～第6回ブルーメンシュタインピアノコンクール審査員[23]。
- 2022年4月、昭和音楽大学および同大附属ピアノアートアカデミーの非常勤講師就任[24]（現在は同大および付属アートアカデミー講師、コンクール強化特待クラス専任講師）[25]。
- 2022年5月、福岡マスタークラスを毎月開講[26]。
- 2022年8月、～学生のための～第1回ブルーメンシュタインコンクール全国大会審査員[27]。
- 2022年8月、昭和音大附属アートアカデミー主催2022プロフェッショナル・ミュージック・アカデミーピアノソロコースマスタークラス講師[28]。
- 2022年8月、名古屋音大オープンキャンパス「鈴木弘尚公開レッスン」開講[29]。
- 2022年11月、相愛大学音楽学部公開レッスンおよび ピアノ公開講座【タッチを磨く ～時代別に見る多様なタッチの習得法 】[30]。
- 2022年11月、ピアノ指導者セミナータッチを磨くシリーズ～時代による表現の違いを学ぶ～[31]。
- 2022年11月、コンクール強化特待クラス第2期専任講師(9月開講分担当レッスン開始）[32]。
- 2022年12月、ドリアードピアノアカデミー招聘教授[33]。
- 2023年1月、エチュードコンクール2023東京予選審査員[34]。
- 2023年3月、ブルーメンシュタインピアノコンクール全国大会審査員[35]。
- 2023年7月、8月、群馬国際音楽コンクール審査員[36]。
- 2023年12月、昭和音大で開催されたプレビューアカデミーにて指導[37]。
- 2024年2月、エチュードコンクールファイナル審査員[38]。
- 2024年6月、サマープレビューアカデミー2024ピアノコースレッスン担当講師[39]。
- 2024年8月、第2回群馬国際コンクール審査&コンチェルトオーディション最終審査[40]。
- 2024年8月、バッハコンクール課題曲説明会[41]。
- 2025年1月、韓国のYeoncheon MK International Piano Academyにてマスタークラス指導およびコンクール審査員[42]。

### 演奏歴
- 1998年、U.K ロンドン Ironmongers’ Hallでの“International Gala Youth Concert” [5]。
- 1999年、Van Cliburn Int’l Piano Competition Japan CommitteeによってEurope, United States,浜離宮朝日ホールでのコンサート演奏機会を与えられる[5]。
- 2000年、フランスパリ、Salle Cortot(Cortot concert hall) にてリサイタル[5]。
- 2002年1月、若きピアニストシリーズ鈴木弘尚ピアノリサイタル（水戸佐川文庫）中村紘子推薦による[5]。
- 2002年、鈴木弘尚ピアノリサイタル（川崎市麻生市民館）中村紘子推薦による[5]。
- 2003年、エリザベート王妃国際音楽コンクール出場。入賞は逃すが、ベルギーの日刊紙LaLibreの記者Nicolas Blanmontが好評価を報じている[43]。
- 2004年12月、100人を聴く10年 彩の国さいたま芸術劇場 ピアニスト100[3]。“心に染み入る叙情性と男性的で豪快なダイナミクスの見事な対比”と絶賛された[5]。
- 2005年2月、ベルリンでの初コンサート（Konzerthaus Kleiner Saal）[4]。
- 2005年3月、浜松国際ピアノアカデミー第10回記念オープニング・ガラコンサート[5]。
- 2005年4月、鈴木弘尚ピアノリサイタル（幕張ベイタウン）。
- 2005年5月、鈴木弘尚シューマンレクチャーコンサート「シューマン、その愛の苦悩とピアノ作品」。
- 2005年9月、CD発売記念リサイタル[3]。当リサイタルはNHKデジタル衛星ハイビジョンクラシック倶楽部で3年間に渡り放送された[3]。
- 2006年1月、鈴木兄弟によるニューイヤーコンサート。
- 2006年1月、イタリアイモラ国際ピアノアカデミーでのリサイタル。
- 2007年10月、鈴木弘尚ピアノリサイタルⅡ～昼下がりのひとときあなたに贈る愛の詩～。
- 2008年1月、CD発売記念リサイタル[3]。
- 2008年4月、ACT New Artist Series No.62 鈴木弘尚ピアノリサイタル。
- 2008年6月、鈴木弘尚ピアノリサイタル（日比谷松尾ホールスタインウェイサロン東京）。
- 2008年11月、鈴木弘尚リサイタル（北本市）。
- 2009年6月、鈴木弘尚ロシアシリーズ第1回（東京文化会館小ホール）。
- 2009年8月、ピアノ300年記念コンサート（東京芸術劇場大ホール）。
- 2009年11月、鈴木弘尚リサイタル（所沢市立松井公民館）。
- 2010年7月、上原彩子リサイタル（共演、銀座ヤマハホール）。
- 2015年7月、浜松国際ピアノアカデミー第20回開催記念コンサートシリーズ ジョイントピアノ・リサイタル。
- 2016年4月、ヴェラ・ゴルノスタエヴァ先生の想い出に～日本の門下生によるピアノコンサート～。
- 2016年5月、ラ・フォル・ジュルネ・オ・ジャポン2016丸の内エリアコンサート。
- 2017年1月、鈴木弘尚ピアノリサイタル（ヤマハミュージック水戸店サロン）。
- 2018年3月・6月・9月、鈴木弘尚ピアノリサイタル。
- 2018年5月、鈴木弘尚・中瀬智哉 師弟ピアノリサイタル。
- 2018年8月、タルヌフ国際マスタークラスオープニングコンサート（ポーランド）。
- 2018年12月、鈴木弘尚から ひと足早いChristmas Presents for you-♪ 知ってる？知ってる！名曲ばっかりコンサート。
- 2019年6月、鈴木弘尚ランチタイムコンサート。
- 2019年12月、セザール・フランク国際コンクール審査員コンサート（ベルギー）。
- 2021年11月、寿明義和×鈴木弘尚ピアノリサイタル（すみだトリフォニー小ホール）。
- 2022年3月、鈴木弘尚ヤマハピアノ弾き比べコンサート- S3X/C3X espressivo/C3X -（ヤマハ銀座コンサートサロン）。

### 出演歴
- 1994年、ピアノで名曲を〜バッハからプロコフィエフまで〜（NHK）第1回バッハを弾くに出演（番組動画[44]）。
- 2005年から2007年、デビューアルバム記念リサイタルの模様をクラシック倶楽部（NHKデジタル衛星ハイビジョン）にて放送[3]。
- 2003年、第5回浜松国際ピアノコンクール（NHKドキュメンタリー番組）[3]。
- 2007年、「ぴあのピア」（NHKデジタル衛星ハイビジョン）[45]。
- 2007年、名曲リサイタル（NHK-FM放送）[46]。
- 2010年、上原彩子リサイタル（共演、銀座ヤマハホール）をクラシック倶楽部（NHKデジタル衛星ハイビジョン）にて放送[47]。
- 2016年1月、楽器楽園〜ガキパラ〜 for all music-lovers内Yamaha presents 「みゅ～ぱら」（文化放送）[48]。
- 2017年、情熱大陸『清塚信也／ピアニストにして俳優の顔も持つ“クラシック界の貴公子”』（TBS）[49]（番組動画[50]）。
- 2018年、人ものがたり「プロの舞台へ中学生ピアニストの挑戦」（チューリップテレビ）[51]。
- 2021年、富山県内ニュース「入善町出身の“天才ピアニスト”　高校進学で新たなステージへ」(チューリップテレビ)[52]。

## ディスコグラフィ
| チャイコフスキー国際コンクール2002年 ピアノ部門ハイライト | 2002年12月18日 | トリトーン             | DICC-60010 |
| ETUDES SYMPHONIQUES (レコード芸術準特選版に選ばれる。評論家高本秀行はシューマン：交響的練習曲作品13に関し「アルフレート・ブレンデルやマウリツィオ・ポリーニを越えた演奏」と論評している。当CDのミシェル・ベロフによる紹介文。) | 2004年4月15日  | ハーモニー             | HCC-2020   |
| 第5回浜松国際ピアノコンクール2003 | 2004年06月07日 | ALM Records            | ALCD-9052  |
| RACHMANINOFF (レコード芸術準特選版に選ばれる。また、高本はコレルリの主題による変奏曲 (ラフマニノフ)作品42に関して「ウラディーミル・アシュケナージを越えた演奏」と論評している)                                                 | 2007年11月15日 | ハーモニー             | HCC-2038   |
| ETUDES SYMPHONIQUES (復刻版) | 2021年11月26日 | オクタヴィア・レコード | OVCT-00191 |
| RACHMANINOFF (復刻版) | 2021年11月26日 | オクタヴィア・レコード | OVCT-00192 |
| ピアノ講師ラボvol.119「珠玉の音色を奏でる生徒を育てるピアノ指導の極意」 | 2022年2月号    | リーラムジカ           | CD1,CD2    |

## 関連書籍
- 『MUSICA NOVA』（1999年8月号、音楽之友社）[注釈 4]
- 『MUSICA NOVA』（1999年9月号、音楽之友社）[注釈 5]
- 『ショパン』（2003年9月号、株式会社ハンナ）[注釈 6]
- 『ショパン』（2004年1月号、株式会社ハンナ）[注釈 7]
- 『ショパン』（2005年2月号、株式会社ハンナ）[注釈 8]
- 『レッスンの友』（2005年2月号、レッスンの友社）[注釈 9]
- 『クラシカ20年史』（2005年2月号、クラシカ・ジャパン）[注釈 10]
- 『鍵盤の覇者たち』（2005年4月、学研ホールディングス）[注釈 11]
- 『ショパン』（2005年9月号、株式会社ハンナ）[注釈 12]
- 『ショパン』（2005年9月号、株式会社ハンナ）[注釈 13]
- 『ショパン』（2005年11月号、株式会社ハンナ）[注釈 14]
- 『MUSICA NOVA』（2006年12月号、音楽之友社）[注釈 15]
- 『MUSICA NOVA』（2008年1月号、音楽之友社）[注釈 16]
- 『モーストリー・クラシック』（2008年4月号、産経新聞社）[注釈 17]
- 『ショパン』（2008年6月号、株式会社ハンナ）[注釈 18]
- 『ショパン』（2008年9月号、株式会社ハンナ）[注釈 19]
- 『MUSICA NOVA』（2008年9月号、音楽之友社）[注釈 20]
- 『ショパン』（2008年10月号、株式会社ハンナ）[注釈 21]
- 『クラシック・スナイパー5』（2009年、青弓社）[注釈 22]
- 『ショパン』（2009年9月号、株式会社ハンナ）[注釈 23]
- 『MUSICA NOVA』（2012年2月号、音楽之友社）[注釈 24]
- 『ショパン』（2014年12月号、株式会社ハンナ）[注釈 25]
- 『MUSICA NOVA』（2015年1月号、音楽之友社）[注釈 26]
- 『MUSICA NOVA』（2015年2月号、音楽之友社）[注釈 27]
- 『ショパン』（2015年9月号、株式会社ハンナ）[注釈 28]
- 『ショパン』（2016年4月号、株式会社ハンナ）[注釈 29]
- 『音楽の友』（2016年9月号、音楽之友社）[注釈 30]
- 『MUSICA NOVA』（2022年3月号、音楽之友社）[注釈 31]
- 『MUSICA NOVA』（2022年12月号、音楽之友社）[注釈 32]
- 『MUSICA NOVA』（2023年1月号、音楽之友社）[注釈 33]

## プライベート
ピアノは自分の意志で始めたのではなく、3歳の時コマーシャルに合わせて歌を歌うのが好きであったことから周囲の提案でヤマハ音楽教室に入会した。
小学校4年当時はレッスンに行きたくない時に山手線を3周して時間を潰し、家に帰ったエピソードも。
音楽の道に進もうという気持ちが芽生えたのは、小学校6年生の時にヤマハマスタークラスに選ばれ、モスクワ音楽院教授ヴェラ・ゴルノスタエヴァとの出会いである。8年間の指導を受け、日本では数少ないロシア・ネイガウス流派のピアニズム継承者となった。性格は負けず嫌い。小学生の頃から英語の勉強をしており、成績は体育以外は5という秀才であった。また学生時代はすでに多忙なレッスン、演奏活動のため早退、欠席多数であった。
親交があった中村紘子はその奏法について「日本一のレガート、日本人ではほとんど聴くことができないしなやかなフレージング」と絶賛した。その中村が審査委員長を務めた第5回浜松国際ピアノコンクールにおいては、本番前の極度の緊張で食欲を失い、7kgの激痩せをしながらも栄養ドリンクと点滴でファイナルまで乗り切った。
中村との思い出を追悼記事として音楽の友誌上で次のように紹介している。
- 栄養ドリンク10本セット×3ケースが宿泊先のホテルのフロントに中村名で届けられていた（前出の浜松国際ピアノコンクール時のエピソード）。
- 「あなたのためにトレーニングジムへの申し込みを勝手に済ましておきました」と突然電話があり、そのジムで偶然一緒に汗を流すこともあった。
- シューマンの演奏に対し「人の演奏を聴いて久々に涙が出ました。おめでとう」と直筆の手紙を贈られた。
- 「日本人として演奏していくなら茶髪を黒に戻しなさい」と厳しい忠告をもらった。
- 「伸び悩んでいる生徒がいるからあなたのレッスンで開眼させてあげてほしいの」と電話で何人かの生徒の指導を依頼された。

本当に心優しく厳しい言葉の裏にはいつも他者への愛があったと特筆しており、「下の世代の教育を直接任された1人として世界に通用する演奏家を育て上げて恩返しして行きたいと強く思う」と記事を締めくくっている。
この世で失神するぐらい嫌いなものがゴキブリであり、果敢に戦いを挑むことがあるが、道端に咲く一輪の花も散らすことができないという優しく繊細な一面を持つ。
趣味に関してはマニアックであり、格闘技に関しては話をし出したら3日間は語れるほど。もしピアニストにならなかったら格闘技のレフェリーになりたかったとインタビューに答えている。スマホ、電子辞書に関してもマニアであり、スマホに関しては現在8台を所有している。愛車はそのスポーティーな走りへの追求から、日産・スカイラインの加速性能世界最速ハイブリッド仕様車で各地を疾走している。その一方、飛行機に関しては恐怖心を持っているが、高高度を飛ぶ国際線は乱気流による影響が少ないことから、事故に対する恐怖心は国内線より少ないとの見解を持っている。
音楽的にはe-moll（ホ短調）の曲を好む。